# Gamstragegriff

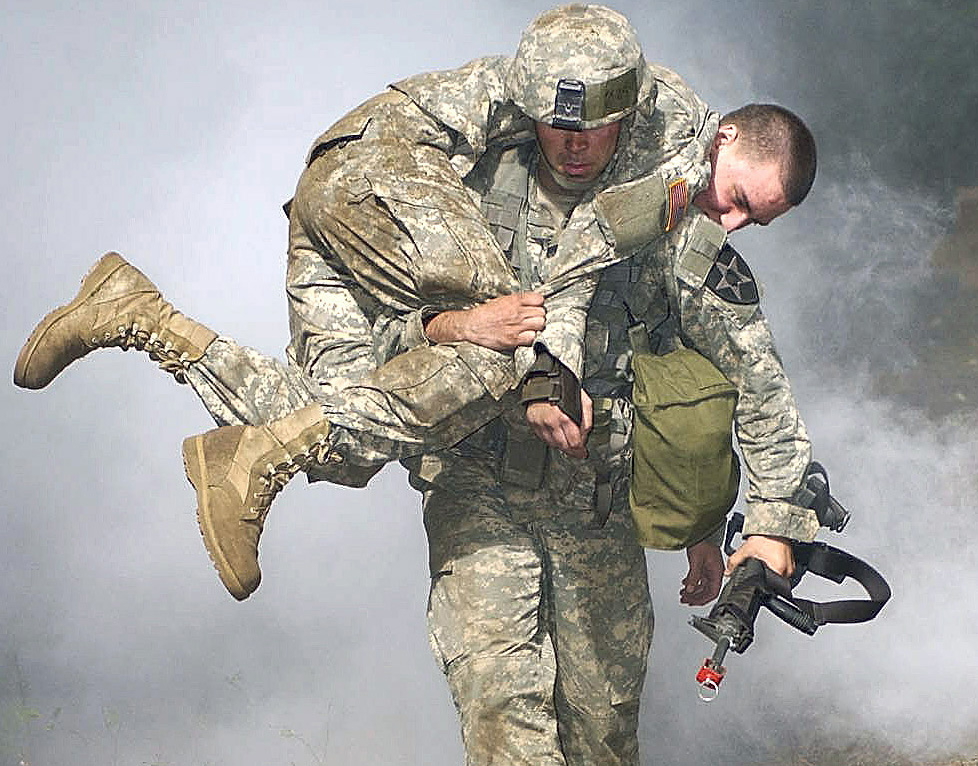
Zwei US-Soldaten demonstrieren den Gamstragegriff

Der Gamstragegriff  ist eine Maßnahme zur Rettung von Menschen aus einem Gefahrenbereich.

## Ausführung
Bei dieser Technik wird die zu rettende Person ungefähr so getragen, wie man eine erlegte Gams tragen würde. Dazu richtet der Helfer den Patienten auf und stützt ihn, sodass er aufrecht steht. Dann kniet er sich hin und lässt den Oberkörper des Patienten über seine Schulter beugen. Mit einer Hand greift er unter den Oberschenkel des Patienten und fasst den Arm. So kann er die Position des Patienten auf seinen Schultern mit einem Arm fixieren.
Es ist wichtig, das Gewicht auf beide Schultern gleichmäßig zu verteilen, um vorzeitige Ermüdung zu vermeiden.

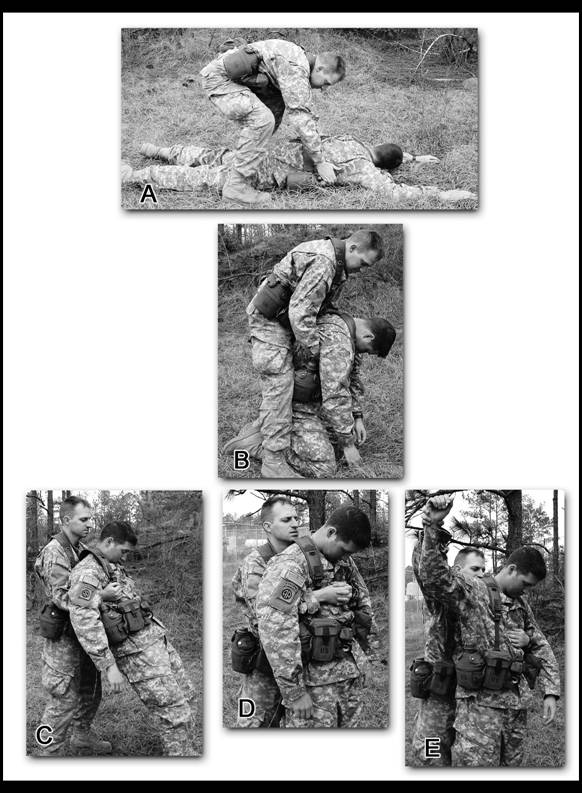
Ausführung des Griffs Abb. A–E
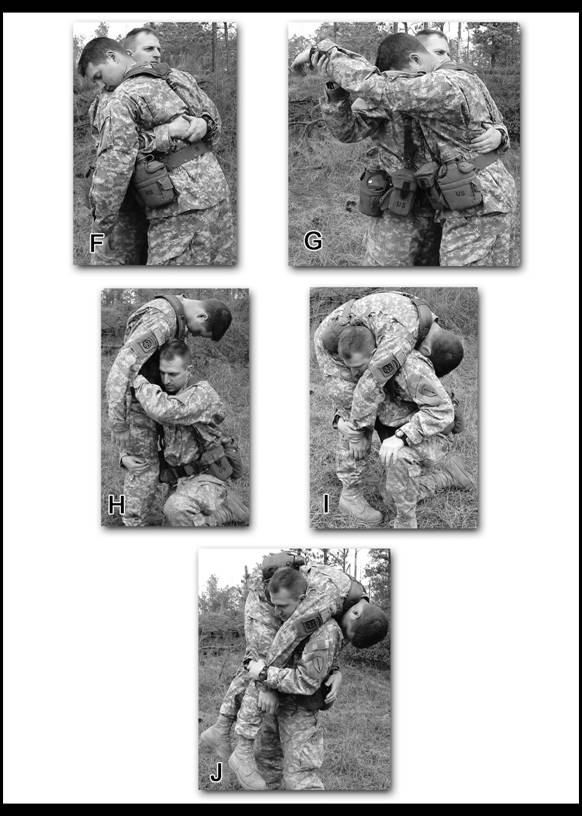
Ausführung des Griffs Abb. F–J

## Vor- und Nachteile
Mit Hilfe des Gamstragegriffs kann ein Einzelner eine andere Person ohne Hilfe tragen.
Der Gamstragegriff hat mehrere Vorteile bei der Rettung eines  Verletzten: der Rumpf des Geretteten bleibt relativ waagerecht, was die Gefahr weiterer Verletzungen reduziert und eine bessere Verteilung des Bluts ermöglicht, und der Verletzte kann längere Zeit getragen werden.
Gegen den weiteren Einsatz bei der Feuerwehr spricht, dass Hitze und Rauch, die für die zu rettende Person schädlich, sogar tödlich, sein können,  mit der Höhe zunehmen.
Beim militärischen Einsatz ist die große Silhouette von Nachteil.

## Alternativen
Bei den zivilen Rettungsdiensten wird der Verletzte heutzutage eher liegend gezogen, wobei der Helfer sich an den Schultern oder an der Kleidung des Verletzten festhält. Dies hilft, eine zusätzliche  Belastung  der möglicherweise verletzten Wirbelsäule zu vermeiden. Eine weitere Alternative ist der Rautek-Griff, der den Einsatz der starken Beinmuskeln erlaubt und somit sinnvoll ist, wenn der Helfer kleiner oder schwächer ist.